# Gerygone albofrontata
Gerygone albofrontata es una especie de ave paseriforme de la familia Acanthizidae. Es una especie endémica de la islas Chatham.